# Chim cánh cụt Gentoo

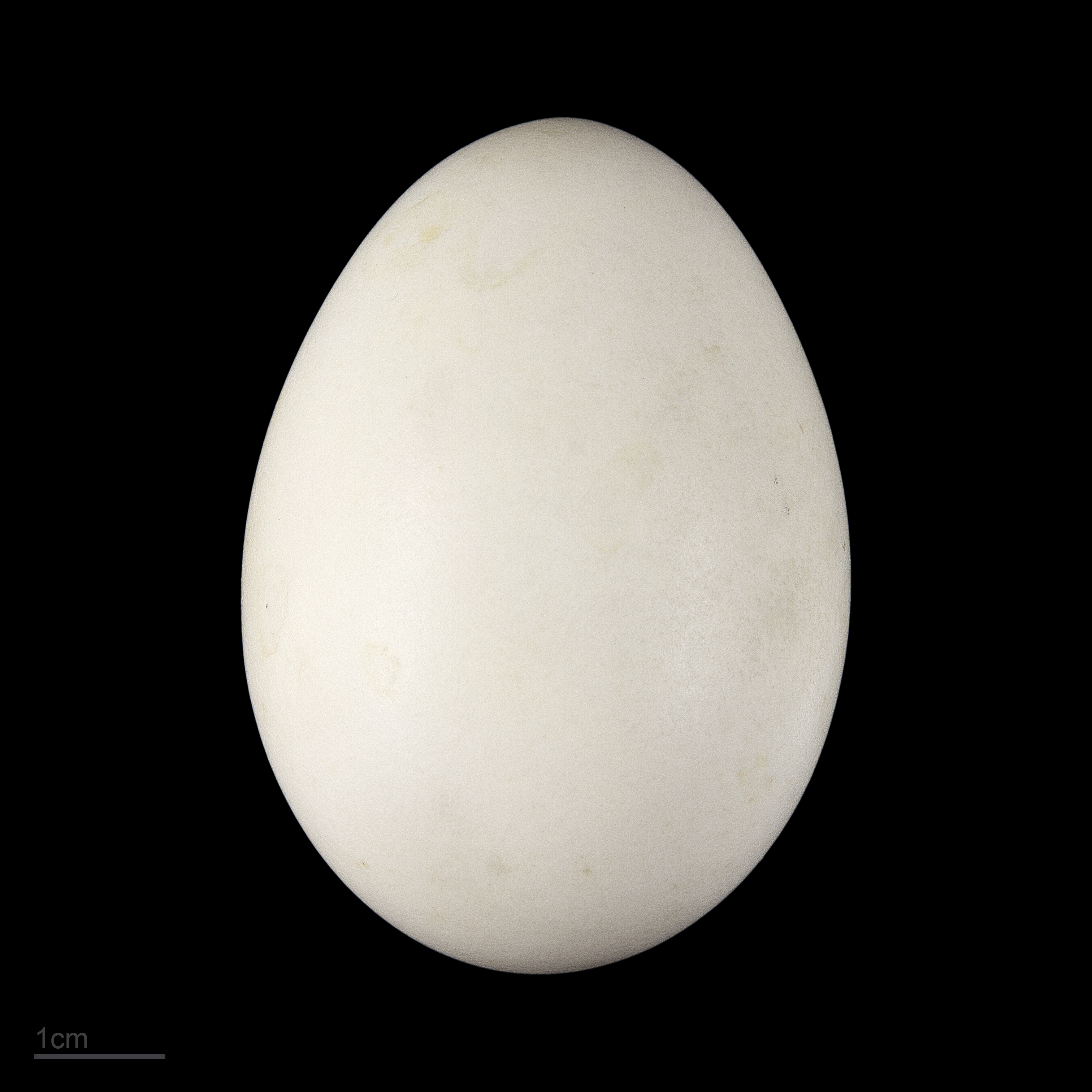
Pygoscelis papua

Chim cánh cụt Gentoo (tên khoa học Pygoscelis papua) là loài chim thuộc họ Spheniscidae. Đây là loài chim bơi nhanh nhất, với tốc độ đạt 36 km/h (22 mph).

## Mô tả
Chim cánh cụt Gentoo có thể dễ dàng nhận thấy bởi các sọc trắng rộng kéo dài như một mũ bonnet trên đỉnh đầu và mỏ màu da cam sáng. Chúng có màu trắng nhạt, bàn chân có màng màu hồng và cái đuôi khá dài nổi bật nhất trong tất cả các chú chim cánh cụt. Chim non có lưng màu xám với phía trước màu trắng. 
Chim cánh cụt Gentoo trưởng thành cao từ 51–90 cm, làm cho chúng là loài lớn thứ ba sau hai loài cánh cụt khổng lồ, chim cánh cụt hoàng đế và chim cánh cụt vua. Con trống có trọng lượng tối đa khoảng 8,5 kg (19 lb) ngay trước khi rụng lông, và trọng lượng tối thiểu khoảng 4,9 kg (10,8 lb) ngay trước khi giao phối. Đối với con mái, trọng lượng tối đa là 8,2 kg (18 lb) trước khi rụng lông, nhưng trọng lượng của chúng giảm xuống ít nhất là 4,5 kg (10 lb) khi bảo vệ chim con trong tổ. Chim ở phía Bắc nặng hơn 700 g và cao hơn 10 cm so với những con chim ở phía Nam. Chim cánh cụt Gentoo phương Nam đạt đến chiều dài 75–80 cm. Chim cánh cụt Gentoo thích nghi với khí hậu lạnh rất khắc nghiệt.

## Sinh sản
Các bầy cánh cụt sinh sản nằm trên bề mặt băng. Thuộc địa sinh sản có thể được trực tiếp dựa vào bờ biển, nhưng cũng đáng kể được đặt nội địa. Chúng thích các khu vực nước nông ven biển và làm tổ thường xuyên giữa các búi cỏ. Ở Georgia, ví dụ, thuộc địa sinh sản rộng hai cây số trong nội địa. Trong khi ở các thuộc địa xa nội địa, nơi tổ chim cánh cụt giữa búi cỏ, chúng thay đổi vị trí hơi mỗi năm bởi vì cỏ có thể bị chà đạp theo thời gian.
Chim cánh cụt Gentoo sinh sản trên nhiều tiểu đảo Nam Cực. Các thuộc địa chính là quần đảo Falkland, South Georgia và quần đảo Kerguelen, quần thể nhỏ hơn được tìm thấy trên đảo Macquarie, nghe nói quần đảo, quần đảo Nam Shetland và bán đảo Nam Cực. Tổng dân số sinh sản được ước tính là hơn 300.000 cặp. Tổ thường được làm từ một đống khoảng tròn của đá và có thể là khá lớn, cao 20 cm và đường kính 25 cm. Những viên đá được bảo vệ và quyền sở hữu chúng có thể là đối tượng tranh chấp ồn ào giữa những chú chim cánh cụt. Chúng cũng được con cái ưa thích, thậm chí đến mức mà một chú chim cánh cụt trống có thể có được những ân huệ của một con mái bằng cách cung cấp cho con mái một hòn đá đẹp.
Mỗi con mái đẻ hai quả trứng, cả hai đều nặng khoảng 500 g. Chim cha và chim mẹ luân phiên ấp trứng, chúng thay đổi nhiệm vụ hàng ngày. Trứng nở sau 34-36 ngày. Chim con vẫn còn trong tổ cho khoảng 30 ngày trước khi nhà trẻ hình thành. Chim con thay lông vào bộ lông gần trưởng thành và đi ra ngoài biển khoảng 80 đến 100 ngày.

## Chế độ ăn
Cánh cụt Gentoo ăn chủ yếu trên các động vật giáp xác như loài nhuyễn thể, cá chỉ có khoảng 15% chế độ ăn uống. Tuy nhiên, chúng ăn cơ hội, và xung quanh Falklands được biết là có tỷ lệ tương đương của cá (Patagonotothen sp, Thysanopsetta naresi., Micromesistius australis), động vật giáp xác (Munida gregaria) và mực ống (Loligo gahi, Gonatus antarcticus, Moroteuthis ingens).
Khi cho chim non ăn, chim mẹ sẽ bắt chúng chạy theo mình rồi mới cho ăn, và các con non chạy nhanh nhất thường sẽ được cho ăn nhiều hơn.